# إنريكو لانغ
إنريكو لانغ هو منافس ألعاب قوى إيطالي، ولد في 31 مارس 1972.

## وصلات خارجية
- إنريكو لانغ على موقع الاتحاد الدولي لألعاب القوى (الإنجليزية)